# Mangustă

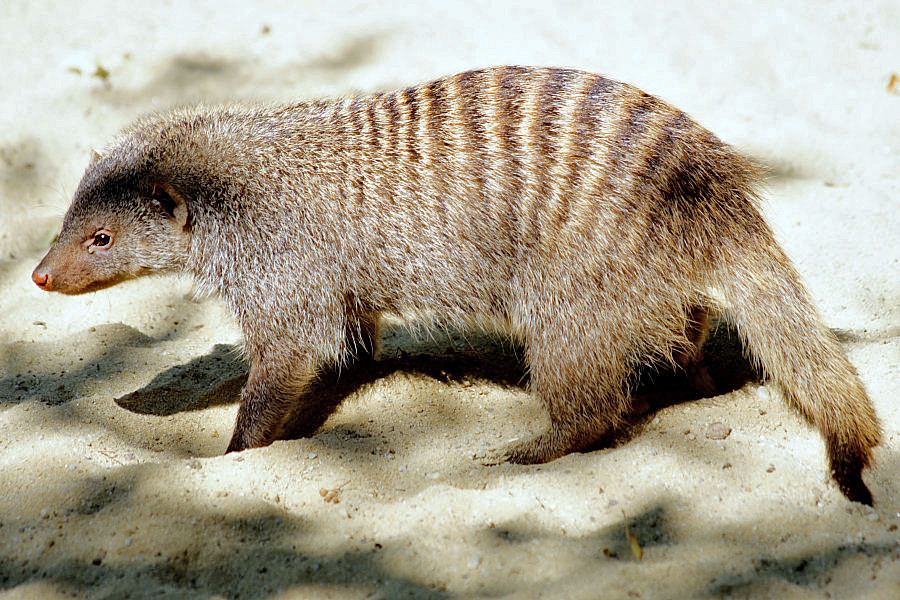
Mangustă zebrată

Mangustele este o denumire comună pentru cele 33-37 de specii de mamifere carnivore care alcătuiesc familia herpestidelor sau mangustelor (Herpestidae; din limba greacă herpes - șarpe, aluzie la faptul că mamiferele ce fac parte din acest grup se hrănesc cu șerpi), răspândite în Africa, Asia și sudul Europei. Mangusta egipteană (Herpestes ichneumon) a fost introdusă în Peninsula Iberică, iar mangusta indiană mică (Herpestes javanicus auropunctatus) în mai multe insule. Suricatele fac, de asemenea, parte din familia mangustelor. Faimosul personaj Rikki-Tikki-Tavi al lui Rudyard Kipling este o mangusta indiană cenușie (Herpestes edwardsii). Herpestidele au fost mult timp incluse în familia viveridelor (Viverridae), dar astăzi majoritatea sistematicienilor le consideră o familie separată. Pe baza caracteristicelor morfologice și datelor moleculare ele sunt apropiate de hienide (Hyaenidae). 
Mangustele au dimensiuni mici și mijlocii (lungimea corpului variază după specie, fiind cuprinse între 18 și 71 cm), coada este lungă (15-53 cm). Au o greutate de 0,23-5,2  kilograme. Blana este, de obicei unicoloră, de la gri până la maro, uneori cu dungi transversale sau longitudinale mai mult sau mai puțin distincte. Corpul este alungit, iar picioarele sunt scurte. Botul este ascuțit, iar urechile mici. Majoritatea speciilor au câte cinci degete la picioare, dar unele genuri (Cynictis, Bdeogale și Suricata) posedă doar patru pe picioarele posterioare și anterioare sau numai pe cele posterioare. Ghearele sunt destul de lungi și neretractile, adaptate pentru săpat. Glandele anale se deschid într-o sac sau pungă din jurul anusului. Numărul de dinți este 36-40, a treia pereche de molari este absentă.
Mangustele trăiesc prin locuri deschise sau în păduri și sunt active atât ziua, cât și noaptea. Majoritatea speciilor sunt animale tericole, unele specii sunt semiacvatice. Se adăpostesc în vizuini pe care le sapă singure. Unele specii trăiesc în grupuri, alcătuite uneori din numeroși indivizi, în timp ce altele sunt solitare.
Se hrănesc cu mamifere mici (șoareci, șobolani etc.), păsări, reptile, inclusiv șerpi veninoși, amfibieni (broaște), pești, crustacee (raci) și insecte. Unele specii sunt imune la venin și atacă și ucid șerpi veninoși, spărgându-le craniul între dinți. Alte specii consumă fructe, semințe, ierburi și alte părți ale plantelor.

## Descriere
- Au o lungime de 50 - 75 cm;
- Au o greutate de 3 - 6 kg;
- Au o dentiție formată din 32 dinți;
- Au cozi lungi;
- Au o blană brună - roșie;
- Au un craniu mic și puțin alungit;

Deși mărimea mangustelor variază de la mangusta pitică, cu o lungime a capului și a corpului nu mai mare de 24 cm, până la mangusta cu coadă albă, aproape de două ori ca mărime, toate au aspectul exterior similar. Au corpul lung și zvelt, picioare scurte și coada lungă, adesea stufoasă, între jumătate și trei sferturi din lungimea corpului. Fața conține în general un bot ascuțit, urechi mici și rotunjite, dispuse pe ambele laturi ale capului. La mâini și la picioare au câte 4 sau 5 degete, prevăzute fiecare cu gheare lungi și ascuțite, pe care le folosesc la săpat. Toate speciile de manguste posedă glande anale pentru marcarea cu miros și toate au un simț dezvoltat al văzului, mirosului și auzului. Culoarea blănii variază în funcție de specie și mediul înconjurător - pot exista variații în cadrul unei singure specii, în funcție de habitatul specific. Aceasta pentru ca fiecare comunitate să se poată contopi cu mediul înconjurător. De obicei blana are o singură culoare, deși aspectul general pare oarecum cărunt. Doar câteva specii au pete distincte pe blană; mangusta dungată, de exemplu, are dungi mari închise pe spate și pe crupă, iar mangusta cu coada inelată, din Madagascar, are, cum sugerează și numele, dungi închise în jurul cozii.

## Habitatul
În teritoriul ei natural trăiește în orice tip imaginabil de habitat, de la nivelul mării până la înălțimi de 2000 metri sau mai mult. Ea se întâlnește de la deșerturi până la păduri tropicale, și de la dealuri cu păduri dese până la câmpii deschise, acoperite cu arbuști. Se mai întâlnește în toate tipurile de regiuni de savană - de la cele foarte secetoase, până la cele mai bine irigate, cu păduri dese sau pietriș. Unele specii se simt mai bine în regiunile cu ierburi înalte, luxuriante, și în zonele cu vegetație deasă, iar altele se întălnesc în regiunile de coastă și în medii urbane, adesea făcându-și adăposturile în rigole și grădini. Multe specii trăiesc în zone mlăștinoase, sau își fac adăposturile de-a lungul malurilor râurilor, dar o specie - mangusta de baltă sau de mlaștină - este semiacvatică și se întâlnește în sau lângă ape permanente, precum estuarele cu maree. Ea își face adăpostul în vegetația deasă - un pat de stuf, uneori la marginea apei - dar majoritatea timpului activ și-o petrece în apă, fiind o excelentă înotătoare și scufundătoare. Majoritatea mangustelor sunt terestre - își petrec cea mai mare parte din viață la sol, în ciuda faptului că multe dintre ele sunt cățărătoare agile. Doar două specii - mangusta zvelta din Africa, și mangusta cu coada inelată din Madagascar - își petrec o parte mai mare din timp cățărându-se în copaci. Mangustele își construiesc adăposturile într-o varietate de locuri. Unele specii sapă vizuini complicate, cu un sistem complex de tunele subterane. Altele preiau vizuinile abandonate ale altor tipuri de animale, precum burunducul și ursul furnicar. Aceste vizuini tind să fie permanente, dar unele manguste preferă să se deplaseze constant, rămânând într-un singur loc doar pentru câteva zile înainte de a se muta în următorul.
Adăposturile și locurile de dormit pot să fie scorburi ale copacilor sau locuri dintre rădăcini, crăpături din stânci, bușteni goi pe dinăuntru, mușuroaie vechi de termite sau rigole - de fapt, aproape orice loc care le oferă un adăpost ușor accesibil.

## Obiceiuri
În cadrul diferitelor specii există câteva nocturne (active în timpul nopții) și altele diurne (active în timpul zilei). În general, speciile mai solitare tind să fie nocturne, iar speciile mai gregare, mai sociale, sunt diurne. Totuși, unele specii nocturne, printre care și mangusta cu coada albă, mangusta de baltă, mangusta cu picioare negre, mangusta lui Selou și mangusta cu coada stufoasă, deși solitare, se întâlnesc ocazional în perechi sau grupuri familiale mici, iar mangusta cenușie, mangusta cu gâtul dungat și mangusta zveltă sunt active ziua. Trei dintre mangustele din Madagascar - cu coada inelată, cu dungi înguste și brună - sunt active ziua și trăiesc de obicei solitar sau în perechi, iar mangusta cu dungi late din Madagascar, de asemenea întâlnită în perechi este nocturnă. Mangustele au teritoriul lor, dar sunt excesiv teritoriale și tolerează alte animale, chiar și alte manguste. Marimea teritoriilor variază, adesea, în funcție de disponibilitatea hranei, dar sunt, de obicei, marcate în punctele cheie cu ajutorul secreților glandelor anale. Mangustele sociale - mangusta pitică, galbenă, dungată și suricată trăiesc în grupuri bine organizate. Nu este neobișnuit ca toate cele trei tipuri de animale să fie întâlnite trăind în armonie pe același teritoriu întins, chiar dacă nu prea se bagă în seamă reciproc. Mangusta pitică și cea dungată preiau frecvent mușuroaie părăsite de termite, săpând găuri de intrare și de ieșire și formând o camera centrală mare pentru dormit. Când grupurile pleacă în căutarea hranei, de obicei aproape unii de altii, unul sau doi adulți rămân în vizuină pentru a îngriji puii. Adesea un membru al grupului se ridică în fund în vârful unei stânci, pe o movilă de pământ sau pe un mușuroi de furnici și cercetează cerul și solul din jurul vizuini, pentru a localiza eventuali prădători. Dacă observa vreun pericol, el scoate un țipăt ascuțit care determină întregul grup să năvăleasca în adăpostul vizuinii. Membrii unui grup interacționează de asemenea curățindu-se reciproc și angajându-se în jocuri de luptă șu urmărire. În căldura din miezul zilei ei pot trândăvi pur și simplu în jurul intrărilor vizuinii, stând la soare. Mărimea grupurilor variază de la numai 5 indivizi până 40 sau mai mulți.

## Modul de hrănire

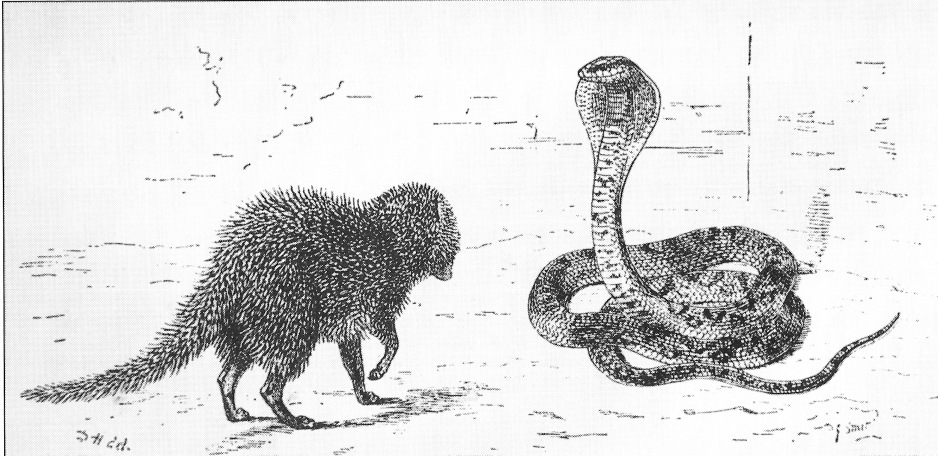
Cobra indiană (Naja naja) și mangusta indiană cenușie (Herpestes edwardsii)

Multe manguste sunt mai mult insectivore (se hrănesc cu insecte) decât carnivore (se hrănesc cu carne), dar aproape toate se hrănesc în funcție de împrejurări. Mangusta vărgată se hrănește cu o varietate de alimente, deși insectele reprezintă peste 80% din regim. Rozătoarele și alte mamifere mici, reptilele și ouăle lor, amfibienii, păsările și ouăle lor, precum și toate tipurile de insecte și de materie vegetală, frunze sălbatice, frunze, tuberculi și rădăcini de ierburi sunt hrană pentru manguste. Ele preferă prada proaspăt răpusă, dar ocazional consumă și stârvuri. Mangusta de baltă este una dintre cele mai specializate animale în ceea ce privește hrana, aceasta prinde pești, jefuiește cuiburile crocodililor pentru ouă și în apele mici răstoarnă pietre pentru a găsi crabi, moluște sau amfibieni. Când vânează insecte, mangustele adulmecă solul și scormonesc în stratul de frunze căzute și în crăpăturile în care ar putea să se ascundă prada; ele mai și sapă cu ghearele labelor inferioare după scorpioni, păianjeni, larve și diverse insecte. Majoritatea mangustelor își caută hrană individual, neangajându-se în tehnici de vânare în grup, dar uneori mangustele pitice cooperează pentru a răpune o pradă mai mare.

## Apărare
Culoarea blănii mangustelor se contopește în general cu mediul înconjurător, indicând faptul că principala lor apărare este camuflajul. În general, ele scapă de pericole luând-o la goană. Ele sunt totuși curajoase, și când sunt alertate, unele specii își arcuiesc spatele, își ridică coada și își zburlesc părul pentru a părea mai mari - până la dublul mărimii normale. În acel fel, mangusta pare mai amenințătoare pentru un potențial prădător. Dacă sunt încolțite, ele pot scuipa, mârâi și lătra, mușcându-și cu sălbaticie adversarul care se apropie prea mult și, în același timp, emițând secreții cu miros de mosc.

## Reproducerea
Se cunoaște puțin despre mangustele nocturne și solitare. Se pare că majoritatea au între doi și trei pui în același timp și nasc într-un loc adăpostit, cum ar fi o crăpătură dintr-o stâncă sau o vizuină. Îngrijirea părintească o efectuează exclusiv femela. Perioada de împerechere variază în funcție de  specie. Puii se nasc cu ochii închiși, și sunt puțin acoperiți cu păr. Ei sunt complet dependenți de mama lor până când își deschid ochii, cu aproximativ două săptămâni mai târziu. De obicei, ei încep să se aventureze în afara cuibului după o lună. Obiceiurile de împerechere ale mangustelor mai sociale sunt mai bine cunoscute. La mangusta dungată, de exemplu, mai multe femele din același grup își nasc puii aproape în același timp, fiecare având de obicei 2 sau 3 pui - deși pot să fie până la 6 în același cuib. Puii sunt ținuți toți la un loc în vizuină și sug lapte de la orice femelă lactantă, nu doar de la propria mamă. În timp ce femela pleacă să caute hrană, puii sunt păziți de unul sau doi masculi, care pot să îi mute apucându-i de ceafă. Perioada de gestație este de aproximativ 60 zile la majoritatea speciilor de mangustă. Mangusta indiană mică naște la doar 42 de zile de la împerechere, iar mangusta cu dungi înguste la 105 zile.

## Clasificare
Familia Herpestidae cuprinde 33 specii incluse în 14 genuri: 

Genul Atilax – Mangustele de mlaștină
- Atilax paludinosus – Mangusta de mlaștină

Genul Bdeogale – Mangustele câini sau Mangustele karasa
- Bdeogale crassicauda – Mangusta cu coada stufoasă
- Bdeogale jacksoni – Mangusta lui Jackson
- Bdeogale nigripes –  Mangusta cu picioare negre

Genul Crossarchus – Kușimanii angolezi 
- Crossarchus alexandri
- Crossarchus ansorgei
- Crossarchus obscurus
- Crossarchus platycephalus

Genul Cynictis – Mangustele galbene
- Cynictis penicillata

Genul Dologale – Mangustele tropicale
- Dologale dybowskii – Mangusta tropicală

Genul Galerella – Mangustele africane
- Galerella flavescens
- Galerella ochracea
- Galerella pulverulenta
- Galerella sanguinea

Genul Helogale –  Mangustele pitice
- Helogale hirtula
- Helogale parvula

Genul Herpestes – Mangustele sau Ihneumonii
- Herpestes brachyurus – Mangusta cu coadă scurtă
- Herpestes edwardsi – Mangustă indiană comună, Mangusta indiană cenușie
- Herpestes fuscus – Mangusta indiană brună
- Herpestes ichneumon – Mangusta egipteană, Ihneumon
- Herpestes javanicus – Mangusta javaneză, Mangusta de Java
- Herpestes naso – Mangusta cu nasul lung
- Herpestes semitorquatus – Mangusta cu colier
- Herpestes smithii – Mangusta lui Smith
- Herpestes urva – Mangusta crabivoră, Mangusta crabilor
- Herpestes vitticollis – Mangusta cu gât dungat

Genul Ichneumia – Mangustele cu coadă albă
- Ichneumia albicauda – Mangusta cu coadă albă

Genul Liberiictis – Kușimanii liberieni
- Liberiictis kuhni

Genul Mungos – Mangustele dungate
- Mungos gambianus
- Mungos mungo

Genul Paracynictis – Mangustele lui Selous
- Paracynictis selousi

Genul Rhynchogale –  Kafundii sau Mangustele lui Meller
- Rhynchogale melleri

Genul Suricata – Suricate
- Suricata suricatta